# Donyell Malen
Donyell Malen (* 19. ledna 1999 Wieringen) je nizozemský profesionální fotbalista, který hraje na pozici útočníka v anglickém klubu Aston Villa FC a v nizozemském národním týmu.

## Reprezentační kariéra
Malen debutoval v nizozemské reprezentaci 6. září 2019 v zápase kvalifikace na Euro 2020 proti Německu v Hamburku. V 58. minutě vystřídal Denzela Dumfriese a vstřelil třetí gól svého týmu při vítězství 4:2.

## Styl hry
Malen je velice rychlý hráč, který má skvělé driblovací schopnosti a skvělou střeleckou produktivitu. Malena přirovnal bývalý trenér akademie Ajaxu Brian Tevreden k chilskému útočníkovi Alexisovi Sánchezovi.

## Statistiky

### Klubové
K 21. červenci 2025
| Klub              | Sezóna  | Liga           | Liga   | Liga | Pohár  | Pohár | Evropské poháry | Evropské poháry | Ostatní | Ostatní | Celkem | Celkem |
| Klub              | Sezóna  | Liga           | Zápasy | Góly | Zápasy | Góly  | Zápasy          | Góly            | Zápasy  | Góly    | Zápasy | Góly   |
| ----------------- | ------- | -------------- | ------ | ---- | ------ | ----- | --------------- | --------------- | ------- | ------- | ------ | ------ |
| PSV Eindhoven     | 2017/18 | Eredivisie     | 4      | 0    | 0      | 0     | 0               | 0               | —       | —       | 4      | 0      |
| PSV Eindhoven     | 2018/19 | Eredivisie     | 31     | 10   | 2      | 0     | 8               | 1               | 1       | 0       | 42     | 11     |
| PSV Eindhoven     | 2019/20 | Eredivisie     | 14     | 11   | 0      | 0     | 10              | 6               | 1       | 0       | 25     | 17     |
| PSV Eindhoven     | 2020/21 | Eredivisie     | 32     | 19   | 3      | 1     | 10              | 7               | —       | —       | 45     | 27     |
| PSV Eindhoven     | Celkem  | Celkem         | 81     | 40   | 5      | 1     | 28              | 14              | 2       | 0       | 116    | 55     |
| Borussia Dortmund | 2021/22 | Bundesliga     | 27     | 5    | 2      | 0     | 2               | 1               | 1       | 0       | 32     | 6      |
| Borussia Dortmund | 2022/23 | Bundesliga     | 26     | 9    | 3      | 1     | 6               | 0               | —       | —       | 35     | 10     |
| Borussia Dortmund | 2023/24 | Bundesliga     | 27     | 13   | 3      | 1     | 8               | 1               | —       | —       | 38     | 15     |
| Borussia Dortmund | 2024/25 | Bundesliga     | 14     | 3    | 2      | 0     | 5               | 2               | —       | —       | 21     | 5      |
| Borussia Dortmund | Celkem  | Celkem         | 94     | 30   | 10     | 2     | 21              | 4               | 1       | 0       | 126    | 36     |
| Aston Villa FC    | 2024/25 | Premier League | 14     | 3    | 3      | 0     | —               | —               | —       | —       | 17     | 3      |
| Aston Villa FC    | Celkem  | Celkem         | 14     | 3    | 3      | 0     | —               | —               | —       | —       | 17     | 3      |
| Celkem            | Celkem  | Celkem         | 189    | 73   | 18     | 3     | 49              | 18              | 3       | 0       | 256    | 94     |

### Reprezentační
K 27. červnu 2021
| Nizozemsko | Nizozemsko | Nizozemsko |
| Rok        | Apps       | Goals      |
| ---------- | ---------- | ---------- |
| 2019       | 4          | 1          |
| 2020       | 2          | 0          |
| 2021       | 7          | 3          |
| 2022       | 4          | 1          |
| 2023       | 7          | 0          |
| 2024       | 14         | 2          |
| 2025       | 1          | 2          |
| Celkem     | 39         | 9          |

### Reprezentační góly
K zápasu odehranému 27. června 2021. Skóre a výsledky Nizozemska jsou vždy zapisovány jako první
| Gól | Datum            | Místo                          | Soupeř     | Skóre | Výsledek | Soutěž                                 |
| --- | ---------------- | ------------------------------ | ---------- | ----- | -------- | -------------------------------------- |
| 1.  | 6. září 2019     | Volksparkstadion, Německo      | Německo    | 3:2   | 4:2      | Kvalifikace na Mistrovství Evropy 2020 |
| 2.  | 30. března 2021  | Victoria Stadium, Gibraltar    | Gibraltar  | 5:0   | 7:0      | Kvalifikace na Mistrovství světa 2022  |
| 3.  | 7. zaří 2021     | Johan Cruyff Arena, Nizozemsko | Turecko    | 6:0   | 6:1      | Kvalifikace na Mistrovství světa 2022  |
| 4.  | 11. říjen 2021   | De Kuip, Nizozemsko            | Gibraltar  | 6:0   | 6:0      | Kvalifikace na Mistrovství světa 2022  |
| 5.  | 14. června 2023  | De Kuip, Nizozemsko            | Chorvatsko | 1:0   | 2:4pp    | Liga národů A 2022/23                  |
| 6.  | 2. července 2024 | Allianz Arena, Německo         | Rumunsko   | 2:0   | 3:0      | EURO 2024                              |
| 7.  | 2. července 2024 | Allianz Arena, Německo         | Rumunsko   | 3:0   | 3:0      | EURO 2024                              |
| 8.  | 10. června 2025  | Euroborg, Malta                | Malta      | 5:0   | 8:0      | Kvalifikace na Mistrovství světa 2026  |
| 9.  | 10. června 2025  | Euroborg, Malta                | Malta      | 7:0   | 8:0      | Kvalifikace na Mistrovství světa 2026  |

## Ocenění

### Klubová

#### PSV Eindhoven
- Eredivisie: 2017/18[7]